# Souoïarvi
Souoïarvi (en russe : Суоярви ; en finnois : Suojärvi) est une ville de la république de Carélie, en Russie, et le centre administratif du raïon de Souoïarvi.
Sa population s'élevait à 9 383 habitants en 2013.

## Géographie
Souoïarvi est située à 134 km au nord-ouest de Petrozavodsk par la 86K-10, à 99 km de Pitkäranta par la 86K-13.

## Histoire
À l'emplacement de la ville actuelle, il y avait aux XVIe et XVIIe siècles un pogost connu sous le nom de Chouïeserski. La première mention de Suojärvi dans un document écrit remonte à l'année 1589 ; c'était alors une petite communauté orthodoxe dépendant de Sortavala. En 1630 Suojärvi devint une communauté en propre.
Suojärvi fut d'abord sous la domination de la république de Novgorod. À la paix de Stolovo, en 1617, l'ensemble du territoire situé au nord du lac Ladoga passa sous la domination de la Suède et fit partie du comté de Kexholm. Un siècle plus tard, à la paix de Nystad (1721), la Suède dut le restituer à la Russie. Le territoire de l'actuelle Finlande tomba sous domination russe par le traité de Fredrikshamn (aujourd'hui Hamina), en 1809, et forma le grand-duché de Finlande, auquel Suojärvi fut rattachée en 1812. Après la déclaration d'indépendance finlandaise de 1917, Suojärvi fit partie de la province de Viipuri de la république de Finlande.
Du temps de la Finlande, Suojärvi était le chef-lieu d'un vaste territoire de 3 474,3 km2, où vivaient près de 16 000 habitants avant la Seconde Guerre mondiale. La population de Suojärvi se composait principalement de Caréliens orthodoxes.
Après la guerre d'hiver de 1940, la majeure partie de la Carélie occidentale se retrouva sous domination soviétique. Pendant la Seconde Guerre mondiale, Suojärvi fut reprise par les troupes finlandaises le 21 août 1941. Mais le 13 juillet 1944, pendant la guerre de Continuation, les troupes du front de Carélie de l'Armée rouge la réoccupèrent au cours de l'opération Svir-Petrozavodsk.

## Population
Recensements (*) ou estimations de la population
| 1959* | 1970* | 1979*  | 1989*  |
| ----- | ----- | ------ | ------ |
| 6 711 | 9 425 | 10 507 | 11 772 |

| 2002*  | 2010* | 2012  | 2013  |
| ------ | ----- | ----- | ----- |
| 11 600 | 9 766 | 9 531 | 9 383 |

| 2015  | 2017  | 2019  | 2021  |
| ----- | ----- | ----- | ----- |
| 9 126 | 9 053 | 8 781 | 8 607 |

## Économie
La principale entreprise de la ville est la société AOOT Souïarvskaïa Kartonnaïa Fabrika (АООТ "Суоярвская картонная фабрика"), une fabrique de carton et de boîtes en carton.